# Telefonistinde
 Der er for få eller ingen kildehenvisninger i denne artikel, hvilket er et problem. Du kan hjælpe ved at angive troværdige kilder til de påstande, som fremføres i artiklen.

En telefonistinde eller telefonist er en person som bemander og betjener en omstilling eller tidligere en manuel telefoncentral. 
Fra begyndelsen og under mange år et udpræget kvindeligt erhverv verden over trods sit tekniske præg, men fra 1980'erne og frem til også et mandligt erhverv. Under telefonhistoriens første halvdel var telefonister nødvendige for al type telefontrafik: samtlige samtaler blev koblet af lokale-, rigs- eller udlandstelefonister. Efter automatiseringen begrænsedes antallet af telefonister i det almindelige offentlige net, men telefonister forekommer fortsat i stor udstrækning på virksomheder og institutioner.
| Job | Spire Denne artikel om et job eller en stillingsbetegnelse er en spire som bør udbygges. Du er velkommen til at hjælpe Wikipedia ved at udvide den. |